# August Häfner
Pour les articles homonymes, voir Hafner.
August Häfner, né le 31 janvier 1912 à Mellingen, Suisse, et mort le 20 juin 1999 à Ilshofen, est un commissaire de police qui a été membre des Einsatzgruppen, condamné pour sa participation au massacre de Babi Yar.

## Biographie
Le 1er août 1914 il rentra avec sa famille en Allemagne à Schwäbisch Hall afin que son père puisse reprendre le commerce de son grand-père après la mort de ce dernier en 1914.

## Période du national-socialisme

### Avant-guerre

#### NSDAP
Häfner entra le 1er janvier 1932 dans la NSDAP, numéro de membre 869199.
De 1932 à 1933 il était membre des Jeunesses hitlériennes.

#### Schutzstaffel(SS)
Le 4 mars 1933, il joignit la SS, numéro de membre 105693.

#### Police
Le 1er août 1937 il entra comme volontaire dans la police aux frontières.

### Seconde Guerre mondiale
Après un camp de sélection il fut envoyé le 1er septembre 1940 à Berlin pour préparer le baccalauréat pour des personnes douées et talentueuses.
Il réussit l'examen et ensuite il suivit des cours à l'université dans le cadre de la formation pour aspirants au service supérieur de la police de sûreté (Anwärter des leitenden Dienstes der Sicherheitspolizei). Environ mi-mai 1941 cette formation fut arrêtée.
Les participants du cours furent transférés à l'école de la police aux frontières située à Pretzsch. Durant la 2e moitié de juin 1941 il fut rattaché au commando spécial 4a
(unité spéciale : Sonderkommando) de la Einsatzgruppe C.

Le 22 août 1941, son Sonderkommando assassine femmes et enfants juifs à Bila Tserkva. August Häfner témoignera plus tard : 

« La Wehrmacht y avait creusé une fosse. On y conduisit les enfants dans un tracteur. On descendit les enfants du tracteur pour les aligner au bord de la fosse et leur tirer dessus. Les Ukrainiens ne visèrent aucune partie du corps en particulier […] Les hurlements étaient indescriptibles. »

Il devint ensuite commandant d'une section de ce commando spécial,. Puis il travailla dans le Reichssicherheitshauptamt (RSHA).

### Après-guerre
Dans un premier procès, August Häfner (de Schwäbisch Hall), entre-temps marchand de vin, fut condamné par le tribunal ouest-allemand de Darmstadt (Landgericht - Tribunal régional) le 29 novembre 1968 à neuf ans de réclusion pour des crimes de guerre commis en août/septembre 1941 dans la gorge de Babi Yar aux environs de Kiev (Ukraine), à Jytomyr, à Bila Tserkva et à Vassylkiv. Il participa à des exécutions de masse de juifs ukrainiens dans l'arrière du territoire de l'armée de terre (6e armée allemande).
Après un recours, il fut jugé coupable et condamné à huit ans de réclusion le 12 décembre 1973 (JuNSV (Justiz und NS-Verbrechen) Verfahren Lfd. Nr. (laufende Nummer) 805 ; Landgericht (Tribunal régional) Darmstadt 731212 [2 Ks 2/73].